# Arne Domnérus
Sven Arne Domnérus, surnommé Dompan (20 décembre 1924, Solna, Suède - 2 septembre 2008, Stockholm, Suède), est un saxophoniste alto et clarinettiste de jazz.

## Carrière
Domnérus commence la clarinette à 11 ans puis le saxophone à l'adolescence. Devenu professionnel, il se produit en 1949 au Festival International de Jazz de Paris. En 1950, il joue avec Charlie Parker lors de sa tournée en Suède.
En 1953, il enregistre avec les musiciens américains de passage en Suède, comme James Moody,  Art Farmer et Clifford Brown. 
De 1956 à 1965, il est soliste du big band de la Radio Nationale Suédoise et compose pour le cinéma et la télévision.